# Damiel Dossevi

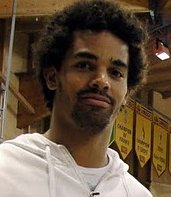
Damiel Dossevi

Damiel Dossevi (* 3. Februar 1983 in Chambray-lès-Tours) ist ein französischer Stabhochspringer.
Dossevi, aus einer togoischstämmigen Sportlerfamilie, springt seit 2005 in internationalen Bewerben für Frankreich. Größter Erfolg war der Gewinn der Meisterschaft der Frankophonie im selben Jahr.

## Wichtige Teilnahmen
- 2005: Meisterschaft der Frankophonie: Gewinner
- 2005: Leichtathletik-Halleneuropameisterschaften 2005
- 2005: Leichtathletik-Weltmeisterschaften 2005
- 2006: Leichtathletik-Europameisterschaften 2006: Finale